# Jeffrey Viel
Jeffrey Truchon-Viel (* 28. Januar 1997 in Rimouski, Québec) ist ein kanadischer Eishockeyspieler, der seit Juli 2024 bei den Boston Bruins aus der National Hockey League (NHL) unter Vertrag steht und parallel für deren Farmteam, die Providence Bruins, in der American Hockey League (AHL) auf der Position des linken Flügelstürmers spielt. Viel verkörpert den Spielertyp des Power Forwards.

## Karriere
Viel, der bis zum Wechsel in den Profibereich unter seinem Doppelnamen Truchon-Viel firmierte, verbrachte den Beginn seiner Juniorenkarriere zunächst in den unterklassigen Juniorenligen seiner Heimatprovinz Québec. Im Verlauf der Spielzeit 2013/14 debütierte der Stürmer erstmals in der Ligue de hockey junior majeur du Québec (LHJMQ) für die Phoenix de Sherbrooke, die ihn vor Saisonbeginn im Entry Draft der Liga ausgewählt hatten. In acht Einsätzen blieb er dabei punktlos und wechselte im Sommer 2014 innerhalb der Liga zu den Titan d’Acadie-Bathurst. Nachdem Viel dort in seiner Rookiesaison 18 Scorerpunkte in 64 Einsätzen gesammelt hatte, steigerte sich der Power Forward im zweiten Jahr mit 63 Punkten deutlich. In der Folge wurde er vor der Spielzeit 2016/17 zum Mannschaftskapitän der Titan bestimmt. Er bestätigte im Verlauf der Saison seine Vorjahresleistung. Im folgenden Jahr führte er Acadie-Bathurst schließlich zum erstmaligen Gewinn des Doubles bestehend aus dem Coupe du Président der LHJMQ und dem prestigeträchtigen Memorial Cup der gesamten Canadian Hockey League (CHL). Im Rahmen der Playoffs der LHJMQ war er mit 23 Punkten viertbester Scorer unter allen Spielern und wurde am Ende mit der Trophée Guy Lafleur als wertvollster Spieler der Playoffs ausgezeichnet. Den Turnier um den Memorial Cup 2018 schloss er hinter Sam Steel als zweitbester Punktesammler ab und fand sich anschließend im All-Star Team des Wettbewerbs wieder.
Da der Kanadier während seiner Juniorenkarriere von den Franchises der National Hockey League (NHL) unbeachtet und daher auch ungedraftet geblieben war, erhielt er im Mai 2018 als sogenannter Free Agent ein Vertragsangebot der San Jose Barracuda aus der American Hockey League (AHL). Dort verbrachte er die Saison 2018/19, in der er in 72 Einsätzen 23 Scorerpunkte sammelte, und erhielt im Mai 2019 einen Anschlussvertrag, der durch den Kooperationspartner der Barracuda, den San Jose Sharks aus der NHL, als Einstiegsvertrag mit zwei Jahren Laufzeit unterbreitet wurde. Viel verbrachte die Spielzeit 2019/20 weiterhin in der AHL, steigerte sich aber auf 30 Punkte. Im Verlauf der Spieljahre 2020/21 und 2021/22, die durch die COVID-19-Pandemie geprägt waren, pendelte der Angreifer, dessen Vertrag im Sommer 2021 um zwei Jahre verlängert wurde, jeweils zwischen den Aufgeboten der Sharks und Barracuda. Im Juli 2023 wechselte er dann als Free Agent zu den Winnipeg Jets, ebenso wie im Juli 2024 zu den Boston Bruins.

## Erfolge und Auszeichnungen
- 2018 Coupe-du-Président-Gewinn mit den Titan d’Acadie-Bathurst
- 2018 Trophée Guy Lafleur
- 2018 Memorial-Cup-Gewinn mit den Titan d’Acadie-Bathurst
- 2018 Memorial Cup All-Star Team

## Karrierestatistik
Stand: Ende der Saison 2024/25
(Legende zur Spielerstatistik: Sp oder GP = absolvierte Spiele; T oder G = erzielte Tore; V oder A = erzielte Assists; Pkt oder Pts = erzielte Scorerpunkte; SM oder PIM = erhaltene Strafminuten; +/− = Plus/Minus-Bilanz; PP = erzielte Überzahltore; SH = erzielte Unterzahltore; GW = erzielte Siegtore; 1 Play-downs/Relegation; Kursiv: Statistik nicht vollständig)